# Galium atherodes
Galium atherodes là một loài thực vật có hoa trong họ Thiến thảo. Loài này được Spreng. mô tả khoa học đầu tiên năm 1827.